# NGC 7774
NGC 7774 est une paire de galaxies elliptiques en interaction située dans la constellation de Pégase. Sa vitesse par rapport au fond diffus cosmologique est de 6 089 ± 41 km/s, ce qui correspond à une distance de Hubble de 89,8 ± 6,3 Mpc (∼293 millions d'al). NGC 7774 a été découverte par l'astronome américain Lewis Swift en 1886.